# Ora-hora (album video)
Ora-hora este un album video realizat de formația Transsylvania Phoenix și apărut pe suport VHS în anul 2000. Caseta video a fost lansată la Esslingen, în Germania, pe data de 2 decembrie 2000, într-o ediție limitată, și conține înregistrări filmate în cadrul unui concert de promovare a albumului În umbra marelui urs, susținut de formație la Sala Palatului din București în 2000.

## Piese
1. Ora-hora
2. Fată verde
3. Te întreb pe tine, soare...
4. Timișoara
5. Balada
6. Strunga
7. Iovano
8. Anule, hanule
9. Mugur de fluier
10. Negru Vodă

## Componența formației
- Nicolae Covaci – vocal, chitară
- Alin Oprea – vocal, chitară
- Tavi Colen – vocal
- Mani Neumann – vioară, voce
- Volker Vaessen – chitară bas
- Lucian Cioargă – baterie